# Hellen Lindgren
Albert Hellen Gustaf Benedikt Lindgren, född 27 juni 1857 i Hedemora, död 9 februari 1904 i Solna, var en svensk litteraturhistoriker och översättare.

## Biografi
Lindgren, som var son till författaren Amanda Kerfstedt, blev student 1876 och var medarbetare i bland annat Aftonbladet. Efter den skönlitterära debuten Prosten Lars 1893 utgav han sitt mest omfattande verk: Sveriges vittra storhetstid 1730-1850. Därefter utgav han främst olika författarbiografier. Hans essayer återfinns i samlingarna Skalder och tänkare och Några diktareporträtt.

### Översättningar i urval
- Arabella Buckley: Vetenskapens sagoland: en bok för de vetgirige (The fairy-land of science) (översatt tillsammans med Karl af Geijerstam, Hökerberg, 1886) Fulltext
- Carl Ewald: I det fria: sagor och berättelser (Gernandt, 1899)
- Dikken Zwilgmeyer: Ur en yrhättas dagbok: Karsten och jag, Glada dagar (Gernandt, 1901)
- Côlas Milreis: Zamyl i älfvornas land (Beijer, 1901)
- Peter Krapotkin: En anarkists minnen (Memoirs of a revolutionist) (Gernandt, 1901)
- Gustav Freytag: Debet och kredit (Ljus, 1901)
- Karl Larsen: En kvinnas bikt (Ljus, 1902)